# Empiricus
A Empiricus é uma empresa brasileira fundada em 2009 e com sede em São Paulo, especializada em publicação de conteúdo financeiro e de ideias de investimentos. A empresa tem mais de 350 mil assinantes e 24 títulos, sobre temas como ações, fundos imobiliários, renda fixa e fundos de investimento.
Ao todo, o conjunto de analistas conta com mais de 30 profissionais, oriundos de instituições como Itaú, Credit Suisse e Santander. Além disso, a Empiricus promove eventos em que traz ao Brasil pensadores e lideranças internacionais como o psicólogo e economista Daniel Kahneman (laureado com o Prêmio de Ciências Econômicas em Memória de Alfred Nobel), o escritor Nassim Nicholas Taleb e o ex-presidente do Federal Reserve Alan Greenspan, além de brasileiros como o ex-presidente Fernando Henrique Cardoso e o economista Eduardo Giannetti.

## Histórico
A empresa foi fundada em 2009 por dois professores universitários, Felipe Miranda, Rodolfo Amstalden e Marcos Elias, ex-sócio da corretora Link. Os três decidiram empreender e convocaram Caio Mesquita, ex-diretor dos bancos Brascan e BNP Paribas.
Marcos saiu da sociedade em 2012 para se dedicar a outros negócios, enquanto Caio, Felipe e Rodolfo redobraram a aposta no conceito original de levar ideias de investimento para a pessoa física.
| “                                                                 | A Empiricus se posiciona como uma espécie de antagonista ao sistema financeiro tradicional. Normalmente, o aconselhamento está dentro dos grandes bancos e há um conflito de interesse já que os bancos recomendam aquilo que é melhor para eles.Há uma grande falta de transparência no mercado e a Empiricus se posiciona contra esse sistema. Como casa de pesquisa, ela recomenda um investimento e apenas isso. Não recebe nenhuma comissão por aquela recomendação. | ” |
| — Bernardo Pascowitch, fundador do buscador de investimentos Yubb | |   |

Em 2013, os fundadores da Empiricus negociaram uma sociedade com o grupo americano Agora, que reúne publicadoras de conteúdo financeiro em mais de 16 países. A aplicação local de regras de negócio provadas no mercado internacional contribuiu para o crescimento exponencial da base de seguidores da Empiricus de 2013 a 2018, que hoje se aproxima de 2 milhões de leitores gratuitos e 200 mil assinantes pagantes.
Em novembro de 2017, o número de assinantes da empresa chegava a 180.000, tendo um aumento de seis vezes desde 2014. Em 2016, teve um faturamento de 154 milhões de reais. A empresa comprou metade do site O Antagonista em março de 2016 por 5 milhões de reais.
No início de 2018, a Empiricus firmou parceria com a empresa de informações financeiras Quantum para criar um buscador e comparador de fundos.
Em 2018, o grupo cria o portal de notícias Seu Dinheiro e, em 2019, compra uma participação no portal de notícias Money Times, que posteriormente foi adquirido em sua totalidade.
Ainda em 2019, o grupo decide recomprar os 50% de participação que a americana Agora Inc. detinha na empresa desde 2013. Em 2020 a Empiricus e a gestora de investimentos Vitreo se unem de forma societária no grupo Universa.
Em março de 2019, a empresa possuía uma avaliação "boa" no site Reclame AQUI, com nota média de 7.4 e 87.1% de problemas solucionados; e no final de janeiro de 2021, a mesma média e a referida porcentagem quase igual (85.8%).

## Venda para o BTG Pactual
Em maio de 2021, o banco BTG Pactual anunciou a compra de 100% do Grupo Universa, holding que controla a Empiricus Research, a gestora Vitreo, a plataforma de investimentos Real Valor e os portais Money Times e Seu Dinheiro. O negócio foi fechado por R$ 690 milhões, sendo pagos R$ 440 milhões à vista e R$ 250 milhões em ações do banco. A transação foi concluída em dezembro de 2021.

## Desempenho
O principal produto da empresa é a Carteira Empiricus, que sugere aos seus assinantes uma alocação multimercados, com aportes em ações, renda fixa, fundos imobiliários, ouro e dólar. De março de 2014, quando o produto foi lançado, até agosto de 2019, ela teve uma rentabilidade de 240% do CDI.
Os fundadores da empresa citam o investidor americano Ray Dalio, fundador da empresa de investimentos Bridgewater Associates, como uma das inspirações intelectuais para suas recomendações de investimento dessa carteira, especialmente o seu conceito de "all weather portfolio". Ele se refere uma alocação em que a diversificação de ativos promova a possibilidades de ganhos em qualquer tipo de cenário macroeconômico, de crescimento a recessão, de queda de juros a inflação.

## Controvérsias

### Críticas
A empresa é criticada por ter orientado seus clientes a investir na empresa de Eike Batista. Em 2019, Bettina Rudolph, que trabalha na equipe publicitária da consultoria de investimentos Empiricus Research, virou meme de internet devido aos excessos publicitários da Empiricus.
| “ | Reflitam, se for verdade que: a) A menina de 22 anos transformou R$ 1.520 em R$ 1.042.000 (ou seja multiplicou seu patrimônio em 685,53 vezes) b). Que seja possível replicar a estratégia dela. Daqui a 15 anos, nossa heroína terá 37 anos de idade e um patrimônio de 157 quintilhões de reais: 2 milhões de vezes o PIB americano de 2018 e 316 milhões de vezes a fortuna Jeff Bezzos – homem mais rico do mundo segundo a Forbes. | ” |
| — Samy Dana, acerca dos anúncios da Empiricus com Bettina Rudolph, da equipe publicitária da empresa. | |   |

As atitudes controversas envolvendo a empresa não são recentes. O principal sócio da Empiricus, Felipe Miranda, agrediu um concorrente durante um evento público. No Latin America Investment Conference, promovido pelo banco de investimento Credit Suisse, em fevereiro de 2017, Miranda acertou uma cabeçada em Tiago Reis, um dos sócios da consultoria concorrente Suno Research, com quem já vinha se estranhando há vários meses nas redes sociais e trocado mensagens ofensivas pelo celular. Na ocasião, Reis, que registrou um boletim de ocorrência na delegacia contra Miranda, declarou que “não é segredo que sempre tivemos visões diferentes, sobretudo quanto às práticas de publicidade que existem no setor financeiro. Porém, até então, as discussões aconteciam no campo das ideias. Mas, assim como todos os presentes, fomos surpreendidos pelo ato de agressão física”.

### Prisão de ex-sócio
O ex-sócio, Marcos Elias, saiu da Empiricus em 2012, após discordância com os três sócios sobre o futuro da companhia. Em meados de 2013, o grupo americano The Agora comprou cinquenta por cento da companhia e implementou o atual modelo de negócios, focado na produção de conteúdo para pessoa física.  A partir de então, a Empiricus ganhou robustez e cresceu exponencialmente.
Em 2017, Elias entrou com uma ação na Justiça de São Paulo para pleitear ganhos obtidos pela Empiricus após a sua saída. O pedido foi indeferido pela juíza Maria Carolina de Mattos Bertoldo, da 21a. Vara Cível do Tribunal de Justiça de São Paulo, em julho de 2018. No dia 5 de setembro de 2018, Marcos Elias, foi preso na Suíça sob acusação de ter desviado mais de 750 mil dólares. A investigação foi conduzida pelo FBI.